# Chaiyaphum
Chaiyaphum (em tailandês: ชัยภูมิ) é uma cidade na Tailândia, capital da província de Chaiyaphum. Em 2006, tinha uma população de 37 490 habitantes. É também, sede do Mueang Chaiyaphum.

## Geografia
Chaiyaphum está localizada no planalto Khorat, a 185 metros acima do nível do mar. A terra nas imediações da cidade é bastante plana, mas as proximidades da montanha Phetchabun são bastante elevadas.

## Administração

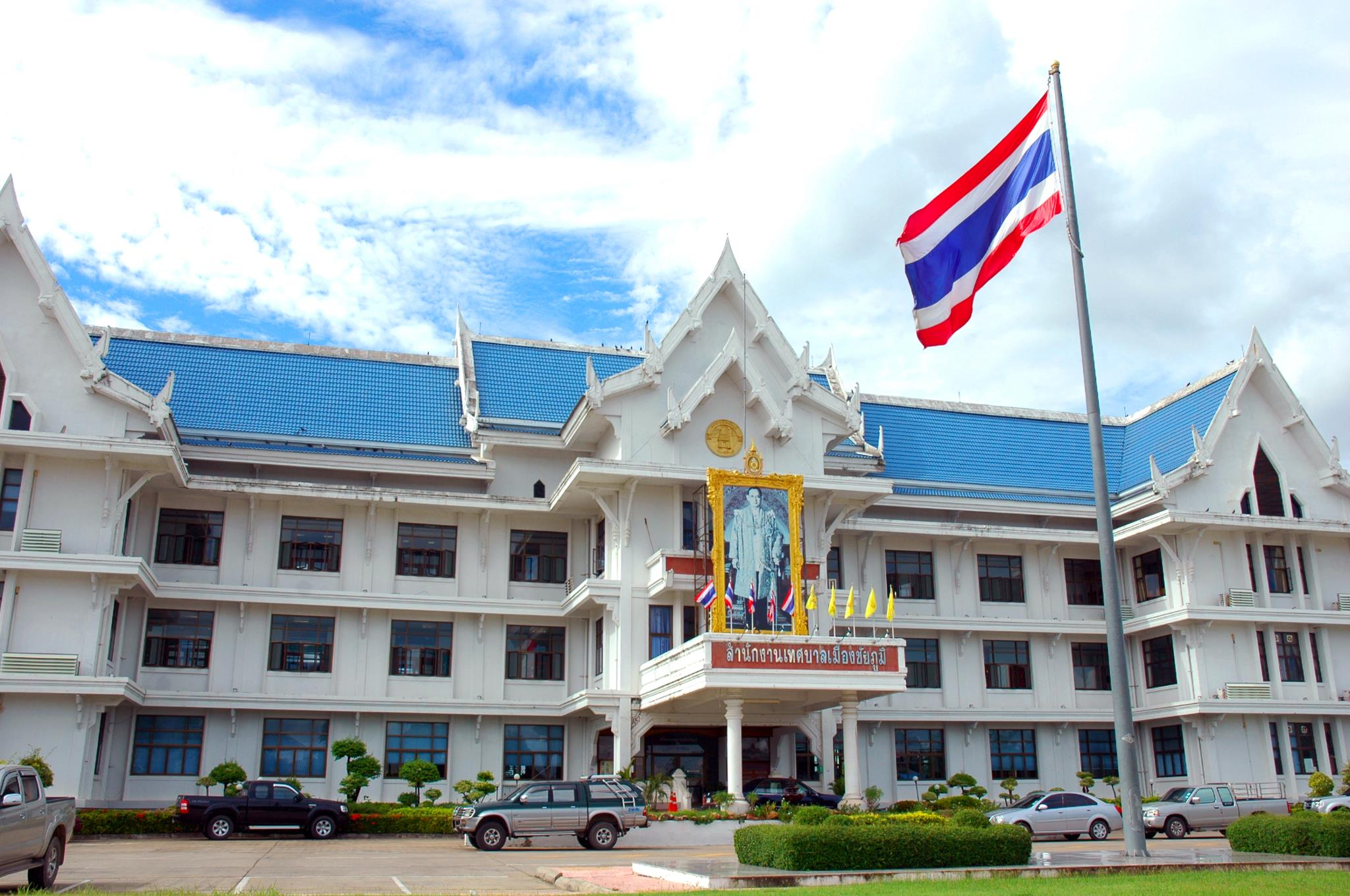
Sede do Conselho Municipal Legislativo de Chaiyaphum.

O Conselho Municipal Legislativo de Chaiyaphum é composto por 18 conselheiros eleitos pelo povo, de acordo com as eleições do conselho municipal. São eleitos por um mandato de quatro anos. O prefeito e vice-prefeito também são eleitos por um mandato de quatro anos.